# Aeroportul Sanikiluaq
Aeroportul Sanikiluaq (IATA: YSK, ICAO: CYSK) este un aeroport din Nunavut, Canada ce deservește zona Sanikiluaq⁠(d). Aeroportul a fost tranzitat în 2015 de 6.397 de pasageri. A fost numit după zona deservită.
Situat la o altitudine de 32 m, aeroportul dispune de o singură pistă.